# University of Utah

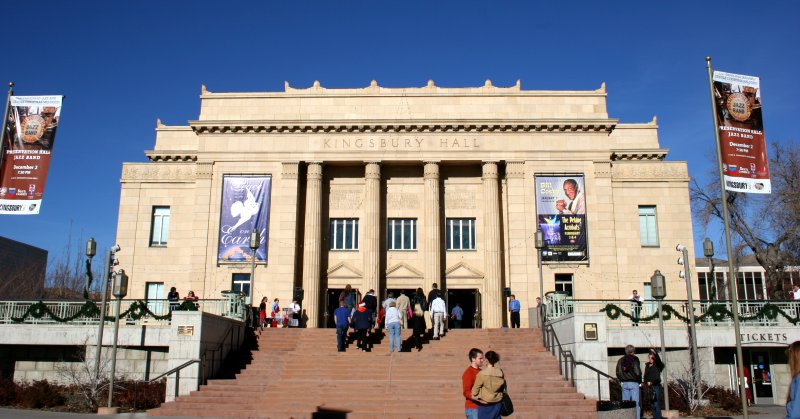
Kingsbury Hall

Die University of Utah (auch The U, U of U oder UU genannt) ist eine staatliche Universität in Salt Lake City im US-Bundesstaat Utah. Die Hochschule ist besonders bekannt für ihre Forschung und Lehre in den Bereichen Informatik, Medizin und Populationsbiologie. Das University of Utah Medical Center erlangte 1982 weite Bekanntheit, als Barney Clark – einem Zahnarzt aus Seattle – das erste Kunstherz als Dauerimplantat verpflanzt wurde, mit dem er noch 112 Tage überlebte.

## Geschichte
Die Universität wurde am 28. Februar 1850 von Brigham Young, dem Propheten der Kirche Jesu Christi der Heiligen der Letzten Tage („Mormonen“) gegründet, damals unter dem Namen University of Deseret. Nur zwei Jahre später musste die Hochschule aus finanziellen Gründen schließen. 1867 wurde sie als Handelshochschule wiedereröffnet und erhielt 1894 ihren heutigen Namen. Seit 1900 befindet sich der Campus zwei Meilen östlich der Innenstadt.
Die University of Utah nahm 1969 am Arpanet teil, dem Vorläufer des heutigen Internet. Damit gehört sie zusammen mit drei anderen Forschungseinrichtungen zu den ersten vier Teilnehmern, die mit Internet-Technologie miteinander verbunden wurden.
Im August 2020 zahlte die Universität rund 460.000 US-Dollar (rund 390.000 EUR) Lösegeld an Cyberkriminelle. Diese hatten zuvor etwa 0,02 Prozent der von der Universität gespeicherten Daten durch einen Ransomware-Angriff verschlüsselt und verlangten das Geld für deren Entschlüsselung. Obwohl die betroffenen Daten aus Systemsicherungen wiederhergestellt werden konnten, entschied sich die Universität für die Zahlung. Grund hierfür war, dass die betroffenen Daten Mitarbeiter- und Studenteninformationen enthielten. Mit der Zahlung sollte verhindert werden, dass die Kriminellen diese Informationen im Internet veröffentlichten, was ansonsten oftmals geschah.

## Organisation

### Fakultäten und Studiengänge
- Architektur und Planung
- Bergbau und Geowissenschaften
- Ethnische Studien
- Geisteswissenschaften
- Gender Studies
- Ingenieurwesen
- Technische Informatik (Computational Engineering and Science)
- Naturwissenschaften
- Pädagogik
- Rechtswissenschaften (SJ Quinley College of Law)
- Kunst
- Soziale Dienste
- Umweltstudien
- Wirtschaftswissenschaften (David Eccles School of Business)
- Honors Programs

### Wissenschaftliche Einrichtungen
- Center for Excellence in Nuclear Technology
- Energy and Geoscience
- Institute for Combustion and Energy Studies
- Institute of Public and International Affairs
- Scientific Computing and Imaging Institute

### Zusatzausbildungen
- Programm Data Center Management[5]

## Zahlen zu den Studierenden, den Dozenten und zum Vermögen
Im Herbst 2020 waren 33.081 Studierende an der UU eingeschrieben. Davon strebten 24.643 (74,5 %) ihren ersten Studienabschluss an, sie waren also undergraduates. Von diesen waren 48 % weiblich und 52 % männlich; 6 % bezeichneten sich als asiatisch, 1 % als schwarz/afroamerikanisch, 14 % als Hispanic/Latino und 65 % als weiß. 8.438 (25,5 %) arbeiteten auf einen weiteren Abschluss hin, sie waren graduates. Es lehrten 2.472 Dozenten an der Universität, davon 2.329 in Vollzeit und 143 in Teilzeit.
2006 waren 29.192 Studierende eingeschrieben, 2015 waren es 31.673.
Das Stiftungsvermögen der Universität stieg von 2020 bis 2021 um 23,4 %, von 1,072 Mrd. US-Dollar auf 1,323  Mrd. US-Dollar.

## Athletikabteilung
Die Sportteams der Universität werden bis auf das Basketballteam der Herren (Runnin’ Utes) Utah Utes genannt. Die Hochschule ist Mitglied der Pacific-12 Conference. Es besteht eine Rivalität mit der ebenfalls in Utah beheimateten Brigham Young University.
Auf dem Campus war während der Olympischen Winterspiele 2002 das olympische Dorf untergebracht. Außerdem fand hier die Eröffnungs- und die Schlusszeremonie statt.

## Persönlichkeiten
- Andrew Bogut (* 1984) – australischer Basketballspieler in der NBA
- Nolan Bushnell (* 1943) – Gründer von Atari
- Edwin Catmull (* 1945) – Informatiker, Gründer von Pixar und Turing-Preisträger
- Mario Capecchi (* 1937) – Molekulargenetiker, Nobelpreisträger für Medizin 2007 für die Entdeckung der Knockout-Mäuse
- Tom Chambers (* 1959) – ehemaliger Basketballspieler (NBA-All-Star)
- Brett Clark – Soziologe
- James H. Clark (* 1944) – Gründer von Silicon Graphics
- Grete Eliassen (* 1986) – Freestyle-Skierin
- Abby Ghent (* 1992) – Skirennläuferin
- J. Calvin Giddings (1930–1996) – amerikanischer Physikochemiker, Entwickler verschiedener theoretischer Modelle zur Chromatographie und Erfinder der Feld-Fluss-Fraktionierung
- Henri Gouraud (* 1944) – Erfinder des als Gouraud-Shading benannten computergrafischen Darstellungsverfahrens
- Jen Hudak (* 1986) – Freestyle-Skierin
- David O. McKay (1873–1970) – ehemaliger Präsident der Kirche Jesu Christi der Heiligen der Letzten Tage („Mormonen“)
- Andre Miller (* 1976) – Basketballspieler
- Hanno Möttölä (* 1976) – finnischer Basketballspieler
- Steve Nichols (* 1947) – ehemaliger Rennwagen-Konstrukteur bei der Formel 1
- Bùi Tường Phong (1942–1975) – Erfinder des als Phong-Shading benannten computergrafischen Darstellungsverfahrens (Hinweis: obwohl 'Bùi' eigentlich der Familienname ist, hier wie gebräuchlich einsortiert.)
- Jakob Pöltl (* 1995) – österreichischer Basketballspieler in der NBA
- George Seifert (* 1940) – American-Football-Trainer
- Derrick Shelby (* 1989) – American-Football-Spieler
- Mykayla Skinner (* 1996) – Turnerin und Silbermedaillengewinnerin bei den Olympischen Sommerspielen 2020
- Paul Soliai (* 1983) – American-Football-Spieler
- Mac Speedie (1920–1993) – American-Football-Spieler und -Trainer
- Ivan Sutherland (* 1938) – ein Pionier der Computergrafik, Erfinder von Sketchpad, eines der ersten computergrafischen Systeme. Mitgründer des Unternehmens „Evans and Sutherland“ zusammen mit David C. Evans (ebenso von der University of Utah), spezialisiert auf Computergrafik-Systeme sowie visuelle Systeme für Flug- und Fahr-Simulatoren
- Keith Van Horn (* 1975) – ehemaliger Basketballspieler
- Tom Wallisch (* 1987) – professioneller Freeskier
- Larry Wilson (1938–2020) – American-Football-Spieler, -Trainer und -Funktionär